# Смирнов Віктор Сергійович
Смирнов Віктор Сергійович (нар. 2 серпня 1986, Донецьк, Донецька область, Українська РСР, СРСР) — український плавець, шестиразовий чемпіон, багаторазовий срібний та бронзовий призер Паралімпійських ігор, багаторазовий чемпіон світу та Європи з плавання. Повний кавалер ордена «За мужність», кавалер ордена «За заслуги» II, III ступеня (2016, 2021), Герой України (2004), почесний громадянин міста Слов'янська та міста Донецька. Заслужений майстер спорту України з плавання.

## Освіта
Донецький національний університет, економіко-правовий факультет, спеціальність «Правознавство» (2010 рік).
Донецький державний університет управління,  магістратура за спеціальністю інтелектуальна власність, здобув ступінь магістра (2011 рік).
Донбаський державний педагогічний університет, факультет фізичного виховання, магістр з фізичного виховання, диплом з відзнакою (2020 рік).

## Біографія
Народився 2 серпня 1986 в м. Донецьку.
У віці 9 років він разом зі своїми товаришами вирішив розібрати вибухонебезпечний саморятівник, яких дуже багато знаходилося без охорони біля будинку, де проживала родина хлопця (поруч із шахтою). Пролунав вибух. Усі хімічні речовини, які були в середині саморятівника, потрапили в очі Віктора і він втратив зір. Довгі роки лікування ні до чого не призвели.
Оскільки уже міг трохи плавати у басейні, він захотів серйозно зайнятися плаванням. Перший тренер і особистий наставник: Заслужений тренер України Світлана Михайлівна Казначеєва.
У 2004 році на XII літніх Паралімпійськіх іграх в Афінах виборов 5 золотих нагород. Він став першим спортсменом, який представляв Україну в будь-якому виді спорту, який виграв п'ять золотих паралімпійських медалей. За цей успіх того ж року йому було присвоєно звання Героя України з врученням ордена «Золота Зірка» за виняткові спортивні досягнення на XII Паралімпійських іграх в Афінах за піднесення спортивного авторитету України у світі.
Нагороджений відзнакою Президента України з врученням ювілейної медалі «20 років незалежності України».
З 2006 року заснував турнір з плавання «Повір у себе» серед дітей з інвалідністю на призи Героя України Віктора Смирнова.
Член спортивного клубу «Індустріальний союз Донбасу».
Є членом Національної ради з питань фізичної культури та спорту.
Є одним з засновників Всеукраїнської організації «Земляцтво — рідний Донбас».

## Нагороди та звання
- Звання Герой  України з врученням ордена «Золота Зірка» (19 жовтня 2004) — за виняткові спортивні досягнення на XII літніх Паралімпійських іграх у Афінах, виявлені мужність, самовідданість і волю до перемоги, піднесення спортивного авторитету України у світі[3]
- Почесний громадянин міста Слов'янська (2005 рік)[4].
- Орден «За заслуги» III ст. (4 жовтня 2016) — За досягнення високих спортивних результатів на XV літніх Паралімпійських іграх 2016 року в місті Ріо-де-Жанейро (Федеративна Республіка Бразилія), виявлені мужність, самовідданість та волю до перемоги, утвердження міжнародного авторитету України[5]
- Повний кавалер ордена «За мужність»:
  - Орден «За мужність» I ст. (17 вересня 2012) — за досягнення високих спортивних результатів на XIV літніх Паралімпійських іграх у Лондоні, виявлені мужність, самовідданість та волю до перемоги, піднесення міжнародного авторитету України[6]
  - Орден «За мужність» II ст. (4 липня 2012) — за вагомий особистий внесок у соціально-економічний та культурно-освітній розвиток Донецької області, багаторічну сумлінну працю, високий професіоналізм та з нагоди 80-річчя утворення області[7]
  - Орден «За мужність» III ст. (7 жовтня 2008) — за досягнення високих спортивних результатів на XIII літніх Паралімпійських іграх в Пекіні (Китайська Народна Республіка), виявлені мужність, самовідданість та волю до перемоги, піднесення міжнародного авторитету України[8]
- Відзнака Президента України — ювілейна медаль «20 років незалежності України» (19 серпня 2011)[9]
- Орден «За заслуги» II ст. (16 вересня 2021) — За значний особистий внесок у розвиток паралімпійського руху, досягнення високих спортивних результатів на XVI літніх Паралімпійських іграх у місті Токіо (Японія), виявлені самовідданість та волю до перемоги, утвердження міжнародного авторитету України[10]